# Krafttraining

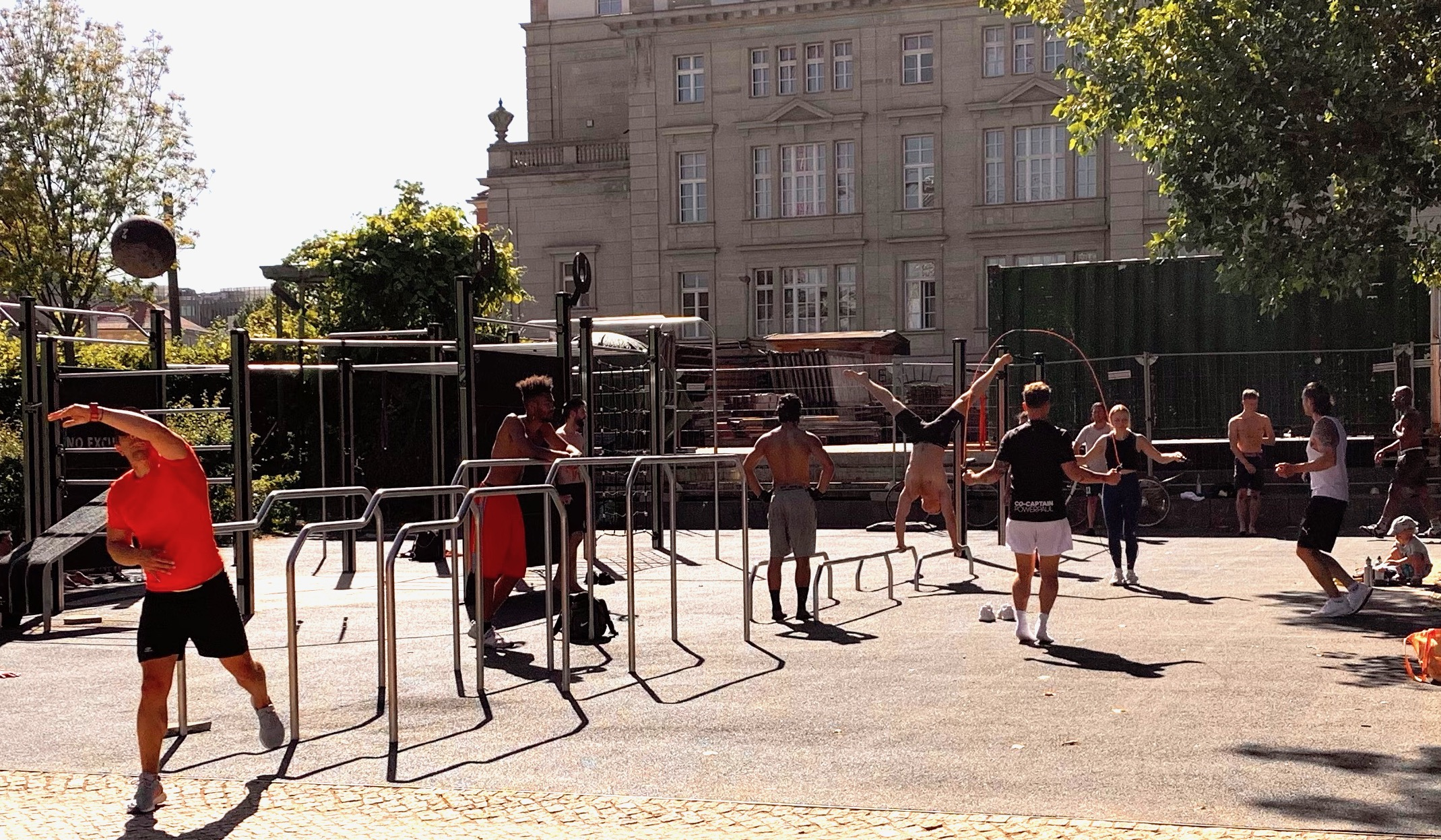
Kraftsport-Parcours in Berlin

Unter Krafttraining versteht man ein körperliches Training mit dem Ziel, körperliche Veränderungen, etwa die Steigerung der Kraftfähigkeiten oder die Erhöhung der Muskelmasse zu erreichen. Eine wichtige Rolle spielt Krafttraining für das Bodybuilding und die Kraftsportarten, aber auch für die Medizinische Kräftigungstherapie.

## Theoretische Grundlagen für das Krafttraining
Der menschliche Körper passt sich durch Adaption an die von ihm geforderte Belastung an. Unterschieden wird zwischen einer akuten (kurzfristigen) Belastung, bei der sich „die Funktionsweise der biologischen Systeme“  anpasst und einer chronischen (dauerhaften) Belastung, durch die sich das „Erscheinungsbild der biologischen Systeme“  (siehe auch Morphologie) ändert. Ziel des Krafttrainings ist, den Körper zu belasten, um dadurch morphologische Veränderungen im Kreislauf- und Zentralnervensystem sowie im Bewegungsapparat (Knochen, Sehnen und Muskeln) zu erreichen und damit die Fähigkeit des Körpers zur Kraftentfaltung zu steigern.

### Voraussetzungen für die Wirksamkeit des Krafttrainings
Das Ausmaß der körperlichen Veränderungen, die durch Krafttraining erreicht werden können, ist auch von genetischen Faktoren abhängig. Während und unmittelbar nach dem Training muss im Körper ausreichend Wasser, Eiweiß und Eisen für den Stoffwechsel sowie Vitamine und Mineralstoffe für die Stoffwechselregulation verfügbar sein. Gleichzeitig muss die vom Körper geforderte Belastung („Trainingsreiz“) hinreichend groß sein (siehe auch Trainingsprinzip).

### Anpassungen der körperlichen Systeme an das Training
Die Anpassung des Körpers an die Trainingsbelastung erfolgt in dieser Reihenfolge:
- Das Zentralnervensystem verbessert  die Koordination zwischen den einzelnen Muskeln (intermuskuläre Koordination) bzw. innerhalb des Muskels (intramuskuläre Koordination).
- Das initiiert eine Anpassung des Herz-Kreislauf-Systems, um die Muskulatur während bzw. kurz nach der Beanspruchung besser mit Blut und damit Nährstoffen versorgen zu können.
- Damit verändert sich auch der Stoffwechsel, der größere Reservekapazitäten aufbaut, um die Versorgung der Muskulatur (nach Beendigung der Beanspruchung) trotz erhöhten Verbrauchs sicherzustellen.
- In den Muskeln erhöht sich je nach Belastungsgestaltung des Krafttrainings die Zahl der Mitochondrien, der „Zellkraftwerke“, die für die aerobe Energiebereitstellung, also die „Verbrennung“ mittels Sauerstoff, verantwortlich sind. Muskelfasertypen, die für verschiedene Arten der Beanspruchungen (Schnellkraft, Kraftausdauer, Ausdauer etc.) konzipiert sind, können sich nach langfristiger Beanspruchung bedingt ineinander umwandeln. Ergebnis des Muskeltrainings ist zum einen die Erhöhung der maximalen Kraftfähigkeiten (zentralnervöse Adaptationseffekte durch verbesserte intramuskuläre Koordination), zum anderen die Vergrößerung des Muskelquerschnittes (Muskelaufbau-/Hypertrophietraining).

Obwohl die beschriebenen Anpassungen grundsätzlich in der genannten Reihenfolge stattfinden, fließen sie in der Regel ineinander über. Andere Teile des Bewegungsapparats wie Sehnen und Knochen passen sich sehr langsam an die Belastung an. Gelenkstrukturen können durch Über- bzw. Unterbeanspruchung geschädigt werden.
Ein langfristig korrekt durchgeführtes Training kann jedoch zu positiven Anpassungsreaktionen in der Form führen, dass z. B. der hyaline Knorpel, der die Gleitflächen eines Gelenkes überzieht, durch Verbreiterung der Kontaktflächen und durch Elastizitätserhöhung mittels optimaler Wassereinlagerungsfähigkeit widerstandsfähiger und somit belastbarer wird.
Beim Training (wie auch bei jeder anderen körperlichen Belastung) ist daher besonderes Augenmerk darauf zu richten, den Körper in korrekter bzw. individuell optimaler Weise zu belasten, um (Knorpel-, Knochen-, Band-) Verletzungen und chronische Schäden (z. B. Arthrose) an den Gelenken zu vermeiden.

### Superkompensation und Progression
Als Trainingsreiz bezeichnet man eine Belastung der körperlichen Systeme. Der Körper reagiert auf diesen Reiz, indem er nach dem Training die geschädigten Muskel- und Bindegewebsstrukturen repariert und seine Energiespeicher auffüllt. Um das nächste Mal sicherer und ökonomischer mit dieser hohen Belastung umgehen zu können, überkompensiert der Körper den Abbaugrad durch einen über den Ausgangswert hinausgehenden Aufbau (genannt Superkompensation). Die dadurch erhöhte Leistungsfähigkeit bleibt für einige Tage bestehen.
Wird nun in dieser Phase gewachsener Leistungsfähigkeit ein erneuter Trainingsreiz gesetzt, so setzt wieder der Zyklus der Degeneration, Regeneration und anschließender Superkompensation ein. Durch Wiederholung wird die Kraftleistung progressiv gesteigert. Allerdings stößt dieses System der Leistungssteigerung auf individuelle Grenzen. Mit fortschreitendem Trainingsstatus müssen immer größere Trainingsreize gesetzt werden, damit die gleichen Leistungsgewinne erzielt werden können. Um die individuelle Adaptationskapazität zu erhöhen, greifen manche Sportler zu Dopingmitteln. Durch diese kann der beschriebene Zyklus von Überlastung, Kompensation und Hyperkompensation etwas weiter fortgeführt oder beschleunigt werden. Dopingsubstanzen können jedoch zu erheblichen Nebenwirkungen (Herzmuskelschädigung, Gynäkomastie, Krebs) führen. Siehe dazu auch Doping im Bodybuilding.

### Fettabbau
Es ist nicht beeinflussbar, an welchen Körperpartien der Körper das Fett reduziert. Wo zu welcher Zeit der Körper Fett verstoffwechselt, wird allein durch genetische Disposition beeinflusst.
Hartnäckig hält sich der Mythos, dass der Fettstoffwechsel erst eine gewisse Zeit (oft genannt 20–40 Minuten) nach Trainingsbeginn einsetzt, und dies ausschließlich, wenn mit moderater Intensität trainiert wird.
Tatsächlich aber findet die Verstoffwechselung von Fett permanent und zu jeder Zeit im Körper statt. Da sie relativ langsam abläuft, müssen zum Erbringen hoher Leistungen zusätzlich andere Energiequellen angezapft werden. Das Missverständnis ergibt sich daraus, dass erst wenn diese Energiequellen erschöpft sind, ausschließlich Fett verbrannt wird. Der Umkehrschluss, nämlich wie ein Training aufgebaut sein muss, um über gesteigerten Fettabbau eine Gewichtsreduktion zu erzielen, lässt sich aus dieser Überlegung jedoch nicht ableiten.

## Praktische Ausführung (durch Übungen)
In der Regel erfolgt die Ausführung in Übungen (also Bewegungsabläufen unter Belastung), die einen Trainingsreiz bei bestimmten Muskelgruppen setzen. Je nach der Anzahl beanspruchten Muskeln und Gelenke unterscheidet man zwischen Grundübungen und Isolationsübungen.

### Grundübungen
Grundübungen beanspruchen größere Teile des ganzen Körpers und bei ihrer Ausführung bewegen sich mehrere Gelenke. Klassisches Beispiel einer solchen Übung ist die Kniebeuge.
Ein den ganzen Körper beanspruchendes Training lässt sich mit Grundübungen relativ leicht zusammenstellen. Beispiel:
- Unterkörper, ziehend: Kreuzheben
- Unterkörper, drückend: Kniebeuge

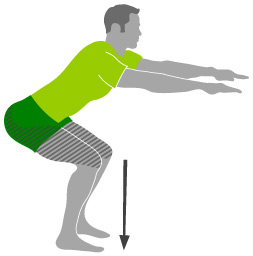
Die Kniebeuge, eine Grundübung

- Oberkörper, ziehend, vertikal: Klimmzüge
- Oberkörper, drückend, vertikal: Schulterdrücken
- Oberkörper, ziehend, horizontal: vorgebeugtes Rudern
- Oberkörper, drückend, horizontal: Bankdrücken

Diese Zusammensetzung ist nur ein Beispiel, andere Zusammensetzungen sind möglich. Dennoch ist mit ihr (Oberkörper und Unterkörper, ziehend und drückend, in jede mögliche Richtung) die gesamte Palette möglicher Bewegungen abgedeckt und der ganze Körper beansprucht.

### Isolationsübungen
Isolationsübungen beanspruchen in der Regel nur einen einzelnen Muskel bzw. eine einzelne Muskelgruppe sowie ihre Synergisten. Bei einer solchen Übung bewegt sich in der Regel nur ein einzelnes Gelenk.

#### Arme
| Übung       | andere Namen                  | Gerät                            | Zielmuskel (gebr. Name) | Synergisten         | Bewegungsart |
| ----------- | ----------------------------- | -------------------------------- | ----------------------- | ------------------- | ------------ |
| Armbeuge    | Bizeps-Curl, Curls            | Kurzhantel, Kabelzug, Langhantel | Bizeps                  | Musculus brachialis | Ziehen       |
| Armstrecken | Trizepsdrücken, Trizepsziehen | Kurzhantel, Kabelzug, Langhantel | Trizeps                 | –                   | Drücken      |

#### Schultern
| Übung                  | Gerät                                 | Zielmuskel (gebr. Name)                       | Synergisten                | Bewegungsart |
| ---------------------- | ------------------------------------- | --------------------------------------------- | -------------------------- | ------------ |
| Frontheben             | Kurzhanteln, Langhantel oder Seilzüge | Musculus deltoideus (v. a. Pars clavicularis) | Musculus serratus anterior | Drücken      |
| Seitheben              | Kurzhanteln oder Seilzüge             | Musculus deltoideus                           | Musculus serratus anterior | Drücken      |
| Vorgebeugtes Seitheben | Kurzhanteln oder Seilzüge             | Musculus deltoideus                           | Musculus serratus anterior | Drücken      |

#### Beine
| Übung        | Gerät                                                   | Zielmuskel (gebr. Name)                  | Synergisten                          | Bewegungsart |
| ------------ | ------------------------------------------------------- | ---------------------------------------- | ------------------------------------ | ------------ |
| Beinstrecken | Seilzüge oder Maschine                                  | Musculus quadriceps femoris (Quadrizeps) | Musculus sartorius (Schneidermuskel) | Drücken      |
| Beinbeugen   | Kurzhanteln, Seilzüge oder Maschine                     | Hamstrings (Beinbeuger)                  | –                                    | Ziehen       |
| Wadenpresse  | Stufen, Tritte (mit und ohne Kurzhanteln) oder Maschine | Musculus gastrocnemius (Wadenmuskeln)    | Musculus soleus (Schollenmuskel)     | Drücken      |

## Trainingsprinzipien

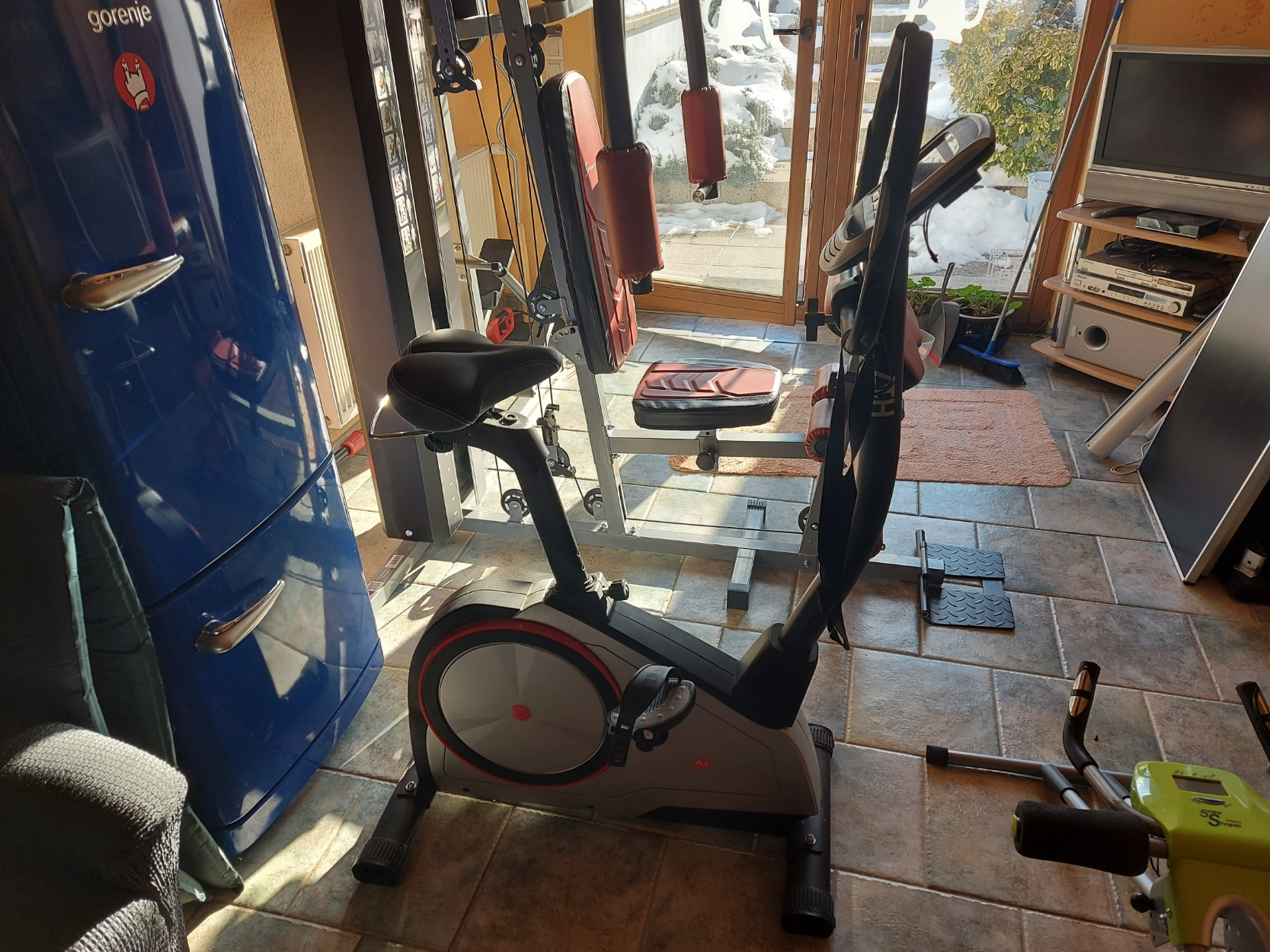
Privater Trainingsraum

Bei der Gestaltung des Trainings ist zu entscheiden,
- Trainingsart: wie (und mit welchem Ziel) soll trainiert werden (Isolationsübungen oder Grundübungen)
- Trainingsintensität: mit welcher Intensität soll trainiert werden (Größe der Gewichte und Dauer der Trainingseinheiten)
- Trainingshäufigkeit: in welchen Abständen soll trainiert werden  (Dauer der Regenerationsphasen)

### Trainingsart
Es ist eine Frage der Zielsetzung, ob man auf Isolationsübungen oder eher auf Grundübungen (Mehrgelenkübungen) setzt. Nur bei Grundübungen ist gewährleistet, dass die Beanspruchung an Stoffwechsel und Kreislauf ausreichend groß ist, um den Körper zur Überkompensation zu veranlassen. Ein oft beobachtetes Phänomen ist, dass Personen, die mit Isolationsübungen trainieren, bei ihren Übungen über ein relativ geringes Maß an Belastung nicht hinauskommen, weil ihnen die stoffwechseltechnische Grundlage dazu fehlt. Nach einer Umstellung des Trainings auf Ganzkörperbeanspruchung kommen sie in der Regel weiter.

#### Grundübungen
Wer stärker werden will, sollte auf Grundübungen setzen und Isolationsübungen als ergänzende Übungen oder als verletzungsvorbeugende Maßnahme betrachten. Es sollte ein Gewicht gewählt werden, mit dem es möglich ist, 1 bis 6 Wiederholungen zu absolvieren, wobei man nicht bis zum Muskelversagen geht, sondern stattdessen mehrere Sätze mit entsprechenden Pausen zwischen den Sätzen einlegt.

#### Isolationsübungen
Wer in Richtung Bodybuilding tendiert, sollte auf Isolationsübungen setzen, da Kraft im Bodybuilding eher nebensächlich ist und mit Isolationsübungen Muskelmasse in gewünschten Bereichen aufgebaut werden kann. Es sollte ein Gewicht gewählt werden, mit dem eine Arbeitsdauer von 12 bis 15 Wiederholungen möglich ist.
Anfängern ist von Isolationsübungen abzuraten, denn sie beanspruchen gezielt einzelne Muskeln und dienen dazu, Details der körperlichen Konstitution zu korrigieren. Es ist empfehlenswert, vor Beginn mit Isolationsübungen zuerst mit Grundübungen die Leistungsfähigkeit von Kreislauf und Stoffwechsel zu verbessern.

#### Schnellkraft
Zum Schnellkrafttraining gehören schnelle Übungen wie das Springen mit einem Gewicht oder das Werfen eines Gewichtes. Sie können in einem Trainingsprogramm verwendet werden, um einer Person zu helfen, ihre Kraft schneller auszuüben. Sie sind normalerweise zusammengesetzte Übungen.

### Trainingsintensität
Überbelastung erfordert überproportional lange Regenerationszeiten und ist daher zu vermeiden. Der Körper braucht Zeit, bis sich der Stoffwechsel durch Training so weit angepasst hat, dass er in der Lage ist, auch den durch größere Belastungen entstandenen Verbrauch wieder zu regenerieren. Wer sich nicht ausreichend regeneriert, entleert auf Dauer seine Reserven. Dies kann dazu führen, dass der Körper trotz Trainings eine höhere Leistung verweigert, um Selbstschädigung zu verhindern. Dieser Effekt wird Übertraining genannt und reduziert die körperliche Leistungsfähigkeit.

### Trainingshäufigkeit
Die ideale Trainingshäufigkeit hängt von der Regenerationszeit und der für die anschließende Superkompensation benötigten Zeit ab.
Als Faustregel wird mindestens ein Tag Pause zwischen den Trainingseinheiten (für eine bestimmte Muskelgruppe) empfohlen. Die Länge der Ruhepause hängt von der Intensität des ausgeübten Trainings und der Belastung des Zentralnervensystems ab. Wenn ein Muskel komplett erschöpft wurde, kann durchaus eine Pause von drei bis vier Tagen erfolgen. Allerdings kann man hier keine Verallgemeinerung vornehmen, es kann auch eine Ruhephase von einem Tag ausreichend sein.
Für Anfänger bietet sich ein Ganzkörperplan an, der zweimal die Woche absolviert wird; Fortgeschrittene können auch vier bis fünfmal die Woche trainieren, wobei es sich dann meist um ein „Split-Training“ handelt. Dabei werden jeweils nur bestimmte Muskelpartien trainiert. Für Fortgeschrittene bietet sich auch das Trainingsprinzip HIT (High Intensity Training) an. Bei dieser Methode wird die Trainingshäufigkeit auf ein- bis zweimal die Woche reduziert und dafür die Trainingsintensität extrem angehoben.
Wie bei allen Sportarten gilt auch beim Krafttraining, dass die Trainingshäufigkeit vor der Trainingsdauer, und die Trainingsdauer vor der Trainingsintensität gesteigert werden sollte.

## Geschichtliche Entwicklung
Griechen bei den Olympischen Spielen der Antike kannten bereits um 200 n. Chr. das Krafttraining mit Gewichten (welche ursprünglich für das Weitsprungtraining vorgesehen waren).

## Weiteres
Isotonisches Krafttraining ist eine Form von Krafttraining, bei dem die Muskelspannung über den gesamten Bewegungsumfang konstant bleibt, wobei die Isotonie ein theoretischer Idealfall ist. In der Praxis ist eine vollständig ideale isotone Bewegung nicht möglich. Es gibt Geräte, deren Bewegungswiderstand einer isotonischen Belastung sehr nahe kommt, wodurch ein effektives Training bei sehr geringem Verletzungsrisiko ermöglicht wird. Besonders zu Beginn des Trainings oder im Bereich der Reha ist das zu empfehlen. Isotonische Belastungen stärken vor allem die Homogenität und Aktivierung durch Nerven und somit die Verletzungsresistenz der Muskeln.
Isometrisches Krafttraining bezeichnet Übungen, bei denen die Muskellänge konstant bleibt und nur die Muskelspannung, wie z. B. bei statischen Übungen, variiert. Eine geringfügige Längenänderung des Muskels lässt sich allerdings auch hier nicht vermeiden. Isometrische Belastungen stärken vor allem die statische Haltekraft der Muskeln. Allerdings kommen rein isometrische Belastungen in der Realität selten vor. Die meisten Bewegungen sind vielmehr von starken Spannungsänderungen im Muskel während der Bewegungsphase gekennzeichnet.
Isokinetisches Training bezeichnet eine Form von Training, bei der die Bewegungsgeschwindigkeit konstant bleibt und der zu überwindende Widerstand so angepasst wird, dass eine (möglichst) exakt konstante Bewegungsgeschwindigkeit erreicht wird. Diese Trainingsform erfordert zu ihrer Durchführung technische Hilfsmittel. Vorteile des isokinetischen Trainings sind die Krafterhöhung in allen Winkelgraden und eine geringere Neigung zu Muskelkater, weil keine Belastungsspitzen im Kraftverlauf auftreten. Nachteilig ist diese Trainingsform als Training für Sportarten mit Bewegungsbeschleunigung (z. B. Leichtathletik), da die sportartspezifische Bewegungsdynamik mit diesem Training nicht abgebildet wird (vgl. Weineck, 2004).

## Digitalisierung
Im Rahmen eines Digital Lifestyle können mechano-biologische Größen mittels Smartphone erfasst und ausgewertet werden.